# پای تاف
پای تاف، روستایی از توابع بخش پاپی شهرستان خرم‌آباد در استان لرستان ایران است. تاف در زبان کوردی  به معنای آبشار  است.

## جمعیت
این روستا در دهستان کشور قرار دارد و براساس سرشماری مرکز آمار ایران در سال ۱۳۸۵، جمعیت آن زیر سه خانوار بوده‌است.